# Enrique Diosdado
Enrique Álvarez Diosdado, més conegut com a Enrique Diosdado (Madrid, 6 de juny de 1910 - íd., 1 de desembre de 1983) va ser un actor espanyol.

## Biografia
Malgrat iniciar la seva activitat professional en el món del periodisme, decideix abandonar aquesta carrera a favor de la interpretació ingressant en les Companyia de Francisco Pierrá i Amparo Martí. En 1935 es converteix en el primer actor de la Companyia de Margarida Xirgu, amb la qual estrena, entre d'altres, La duquesa de Benamejí, dels germans Machado i Yerma, de Federico García Lorca.
L'inici de la Guerra Civil Espanyola l'agafa de gira a Amèrica, on romandria fins a 1950. Allí naixeria la seva filla, Ana Diosdado fruit del seu primer matrimoni amb Isabel Gisbert i es casaria en segones noces amb l'actriu Amelia de la Torre amb qui tindria un altre fill, Enrique Álvarez-Diosdado. A l'Argentina debuta al cinema amb la pel·lícula Bodas de sangre (1938), d'Edmundo Guibourg, al costat de la Xirgu, La copla de la Dolores (1947) i La gata (1947).
De retorn a Espanya, s'integra en la Companyia del Teatro María Guerrero, interpretant, entre altres obres, un Don Juan Tenorio (1950), amb escenografia de Salvador Dalí, La heredera (1951), de Ruth i August Goetz, María Antonieta (1952) o El jefe (1953), les dues últimes de Joaquín Calvo Sotelo o La Plaza de Berkeley (1952), de John L. Balderston. Poc després comparteix escenari amb Mary Carrillo a El príncipe durmiente (1957), de Terence Rattigan i a El cielo dentro de casa (1957), d'Alfonso Paso. Més tard formaria Companyia pròpia al costat de la seva esposa, posant en escena nombroses obres, entre la qual destaca una versió de Qui té por de Virginia Woolf? (1966), d'Edward Albee, així com Los papeles de Aspern (1955) de Henry James, Yerma (1960), Casa de muñecas (1961), d'Ibsen, l'estrena a Espanya de La barca sin pescador (1963), d'Alejandro Casona, Nunca es tarde (1964), de José López Rubio, El carrusel (1964) de Victor Ruiz Iriarte, La muchacha del sombrerito rosa (1967), de Víctor Ruiz Iriarte, El sistema Fabrizzi (1967), d'Albert Husson, Canción para un atardecer (1973), de Noël Coward, El okapi (1972) i Los comuneros (1974), les dues últimes escrites per la seva pròpia filla i Las manos sucias (1977), de Jean-Paul Sartre.
La seva labor teatral la compagina amb la seva carrera cinematogràfica que inclou títols com Viento del norte (1954), d'Antoni Monplet i Guerra, El sol sale todos los días (1955), d'Antonio del Amo, Un ángel pasó por Brooklyn (1957), de Ladislao Vajda, A las cinco de la tarde (1960), de Juan Antonio Bardem. El secreto de Mónica (1961), de José María Forqué o Historia de una noche de Luis Saslavsky.
Va continuar treballant en els escenaris fins que la malaltia li va impedir fer-ho, i les seves últimes interpretacions foren les realitzades a les obres La Malquerida, de Jacinto Benavente i Manos sucias, de Jean-Paul Sartre, ambdues en 1977.

## Televisió
- Estudio 1
  - La malquerida (1977)
  - El okapi (1975)

## Filmografia
- El señor de La Salle (1964) .... Pare de l'Abat Clement
- Trampa mortal (1963)
- El capitán Intrépido (1963) .... Gobernador
- Historia de una noche (1963)
- Buscando a Mónica (1962)
- Cena de matrimonios (1962)
- A las cinco de la tarde (1961) (com Enrique A. Diosdado) .... Manuel Marcos
- Su propio destino (1958) .... Giudice Petrei
- El sol sale todos los días (1958)
- Un ángel pasó por Brooklyn (1957) .... Policía
- Fedra (1956) .... Don Juan
- Torrepartida (1956) .... Antonio - Capità Guardia Civil
- Alejandro Magno (1956)
- Orgullo (1955) .... Don Enrique
- Viento del norte (1954)
- Vuelo 971 (1954) .... Emilio Fraga
- Último día (1952) .... Rafael Osuna
- Don Juan Tenorio (1952) .... Don Juan Tenorio
- La copla de la Dolores (1951)
- Sangre en Castilla (1950)
- Danza del fuego (1949)
- La otra y yo (1949)
- María de los Ángeles (1948) .... Capitán José Guzmán de Granada
- La gata (1947)
- Madame Bovary (1947) .... Rodolfo Boulanger
- Rosa de América (1946)
- La honra de los hombres (1946)
- María Rosa (1946)
- La dama duende (1945)
- Mi cielo de Andalucía (1942)
- Bodas de sangre (1938)

## Premis
I Festival Internacional del Cinema de Sant Sebastià
| Categoría    | Película         | Resultado |
| ------------ | ---------------- | --------- |
| Millor actor | Viento del norte | Guanyador |